# Peter Roes
Pour les articles homonymes, voir Roes.
Peter Roes est un coureur cycliste belge, né le 4 mai 1964 à Herentals.

## Biographie
Il devient professionnel en 1987 et le reste jusqu'en 1995. Pendant cette période, remporte 6 victoires. 
En 1990, il prend la troisième place de la dix-neuvième étape du Tour de France, disputée entre Castillon-la-Bataille et Limoges.
Son frère Carl fut également coureur professionnel, ainsi que son cousin Jos Huysmans.

## Palmarès

### Palmarès amateur
- 1983
  - 3e du championnat de Belgique de poursuite amateurs
- 1985
  - 2eb étape du Triptyque ardennais
  - 4e étape du Ronde van de Kempen
  - Tour de Namur :
    - Classement général
    - 4e étape

  - 2e de la Flèche d'or (avec Ludwig Willems)
  - 3e du championnat de Belgique de poursuite amateurs
- 1986
  - Circuit Het Volk amateurs
  - Circuit de Flandre Centrale
  - Circuit de Wallonie
  - 2e de la Flèche d'or (avec Peter Schroen)
  - 3e du Tour de Belgique amateurs

### Palmarès professionnel
- 1988
  - 1re A (contre-la-montre par équipes) et 10e étapes du Tour de la Communauté européenne
  - 2e du championnat de Belgique de poursuite
  - 2e du Circuit des frontières
- 1989
  - 3e étape A du Tour du Vaucluse (contre-la-montre)
- 1995
  - 2e du Grand Prix de l'Escaut

## Résultats sur les grands tours

### Tour de France
3 participations
- 1987 : abandon (14e étape)
- 1990 : 93e
- 1992 : 121e